# ケンシ (モータルコンバット)
高橋剣士 （ たかはし  けんし）は、ミッドウェイゲームズとNetherRealm Studiosの対戦型格闘ゲーム『モータルコンバット』シリーズに登場する架空の人物。初出は「Mortal Kombat: Deadly Alliance」。
盲目の剣士で、特殊部隊の工作員として活動している。卓越した剣の腕に加え、特殊能力としてテレキネシスを持つ。主な攻撃方法は剣術による斬撃だが、分身を作り出しての連撃も可能。ゲーム以外でも、様々な関連メディアに登場する。また、キャラクターデザイン、特殊技、ハンディキャップの克服などの要素が好評を博している。3D時代のシリーズにおける最高のキャラクターとされ、後発の作品に続投している数少ない3D時代のキャラクターの1人である。

## キャスト
演
- ダン・サウスワース（Webドラマ『Mortal Kombat: Legacy II』）

声
- ロバート・ケティング（『Mortal Kombat: Deadly Alliance』）
- ブレンダン・スキャネル（『Mortal Kombat: Deception』）
- ジン・ヒョン（『Mortal Kombat（2011年版）』）
- ヴィク・チャオ（『Mortal Kombat X』）

## 登場作品

### ゲーム版
ケンシ・タカハシは生まれながらの戦士であり、対等の実力を持つ戦士を求めて人間界を放浪していた。彼は自身のプライドを高めるため、敵を見つけては倒す日々を送っていた。ある日、Songと名乗る人物に出会い、「偉大な戦士には偉大な剣が必要だ」と説かれた。そして、Songは彼に相応しいという古代の強力な剣の在り処へと導く。ケンシが剣の存在する井戸の封印を解いた時、中に封印されていた魂に打ちのめされ、視力を完全に失う。Songの正体はシャン・ツンであり、解き放たれた魂を吸収し、ケンシを墓の中で死亡させた。だが、剣は実在し、それはケンシを惹きつけ、彼に語りかけ、墓場から救い出し、そのルーツを明らかにした。この剣は元々、長い歴史を持つ偉大な剣士の家系の所有物で、ケンシもその系譜を継ぐ者だった。そして、剣のある井戸は、シャン・ツンに奪われたケンシの先祖の魂が眠る神聖な場所でもあった。それか10年ほどの歳月を五感の鍛錬に費やし、自身を陥穽に嵌め、先祖を冒涜したシャン・ツンを探し続けていた。
やがてケンシは、外界へ乗り込むための戦力となる特殊な能力を持った人物を探していたジャックスとソニアの目に留まることになる。彼は、自分を騙したシャン・ツンを追うチャンスと捉え、数々の試験をクリアした後、外界を調査する機関「Outer World Investigation Agency（OWIA）」への加入が決定した。同じく特殊部隊に所属するサイラックスの捜索を任された時、復讐のチャンスは訪れた。外界を旅する道中で、ケンシは謎の人物アーマックと出会い、彼に同情するあまりシャオ・カーンに施された洗脳を解いている。その礼にと、アーマックはケンシの潜在的なテレキネシスを覚醒させ、戦闘面での効果的な使い方だけでなく、周囲の人や物体の存在を「感知」する方法を伝授した。ケンシはすぐに「Deadly Alliance」の存在とその計画を知るが、ス・ハオの爆破テロを受けたOWIAと連絡が途絶えてしまう。ケンシの存在は当人の知らぬ間に死の同盟に認知されており、彼を排除するべくマバドを送り込んだ。ケンシはマバドに敗れ、命を落としている。
「Mortal Kombat: Deception」にて、サブ・ゼロが瀕死のケンシを発見し、看病の甲斐あって回復した。2人は同盟を結び、ケンシは故郷への帰り道を探す中、竜王オナガに忠誠を誓い、サブ・ゼロを追跡しているOrderrealmの衛兵のリーダーのホタルと衝突する 。
ケンシは「Mortal Kombat: Armageddon」で公式のバイオグラフィが追加された17人のキャラクターの内の1人である。同作で特殊部隊を辞め、サブ・ゼロの燐塊加入の勧誘を断っている。ケンシはマバド宛てに送られた暗号文を傍受し、エデニアの半神であるテイヴンを捕らえるというRed Dragonの計画を知る。秘密基地の場所を特定する前に、シノックに対抗するための勢力「Forces of Light」の一員となる戦士を集めていたジョニー・ケイジと出会った。だが、ケンシは善と悪の争いは無意味であると考えており、ケイジの申し出を断る。Red Dragonを壊滅へと追い込み、マバドへの復讐を本懐とする彼は、超能力による予感を覚え、テイヴンとディーゴンが炎の精霊ブレイズを撃破することを意識するようになる。 そして、彼の剣は来るべき戦いの際に善の勢力に味方をするよう囁いた。剣のアドバイスを受け、ケンシは自身がForces of Lightを牽引して戦うことを決意する。同作における個別エンディングは、ブレイズの炎はケンシの盲目の呪いを焼き払い、視力だけでなく、他の感覚も研ぎ澄まされた。しかし、時間が経つにつれ、彼はその感覚に耐えられなくなり、山奥の洞窟に隠遁し、音もなく暗い部屋に隔離されたままになっていたという内容。
2011年のリブート作品「Mortal Kombat」では、ケンシは対戦相手を求めて世界中を旅していた。ソウという老人に古代の剣「Sento」の在り処である数多の魂が眠っている井戸がある場所へと案内された。 ケンシが剣を手にした瞬間、古代の戦士の魂が噴出し、彼の目を眩ませた。ソウは自身の正体がシャン・ツンであることを明かし、剣士を見殺しにする。しかし、Sentoはケンシに呼びかけ、彼の祖先が眠る場所へと導いた。 ケンシは、シャン・ツォンの打倒と先祖の魂の解放を誓う。同作のエンディングは「MK:DA」とほぼ同様の内容であり、シャン・ツンを剣で貫き、復讐を果たすという結末を迎える。
「Mortal Kombat X」では、ケンシは人間界の生存者のジョニー・ケイジとソニア・ブレイドからなるタスクフォースの一員として登場し、彼らの師であるライデンと彼の弟の神「フウジン」の支援を受け、 ネザーレルムとの戦争においてシノックとクァン・チーの軍勢に特殊部隊と少林寺の戦士たちを率いて対抗し、単独でナイトウルフを倒した。数十年後、かつての恋人Suchinとの間にタケダという隠し子がいることが判明するが、彼女がRed Dragon軍に殺された後、ケンシは息子をハンゾウ・ハサシに預け、訓練と保護を受けさせ、その間に妻の仇討ちに赴いていた。そのため、タケダとケンシの関係は良好ではなかったが、本編中の記憶のフラッシュバックがきっかけで和解し、同時にケンシはタケダにテレパシー能力の使い方を指南した。その後、ジャックスがクァン・チーを捕らえた後、特殊部隊の基地に現れる。 しかし、クァン・チーの捕縛は策略であることが明らかになり、彼は人間界の防衛線を手薄にするべく意図的に身柄を拘束させたのだった。同時に、デ・ヴォラは人間界と外界の両方を裏切り、シノックのアミュレットを奪取し、クァン・チーの処刑の執行を妨害した。同作ではアーマックとは協力関係を築いておらず、超能力も遺伝という設定に変更された。この能力は息子のタケダにも継承されている。『Mortal Kombat 11』では、Kryptにて遺体となった姿で登場。遺された赤い鉢巻を入手すると、Kryptに存在する魂を可視化できる。

## デザインとゲーム上の特徴
『MK:DA』では、キャラクターデザイナーのAllen Ditzigがケンシの初期のコンセプト画を手掛け、「Spirit Hunter」という二つ名を与えられていた。開発段階において、「Blind Gi」という仮称を付けられており、その後、名前を「Blind Kenshi」に改められ、そこから更に「Blind」を無くし、「Kenshi」は肩書から固有名詞となった 。共同制作者のエド・ブーンは、2011年にPlaystation.Blogに対して、「MK9」にケンシをDLCとして収録した理由として、「自分はケンシの大ファンだし、MKチームの多くのメンバーがそうなんだ」と説明した。
ケンシは元々、テレキネシスを持っているという点で、アーマックの代わりとして構想されたキャラクターだった。アーマックとは異なり、ケンシは剣を用いて戦い、GameSpyの攻略本では、ケンシの特殊技はアーマックと似ているが「彼よりコンボが成立させづらい（"not as comboable"）」と書かれている一方、彼の剣はゲーム内で最も強力な攻撃であるとも書かれている。彼はこのゲームで唯一、刀で切腹する文字通りの「ハラキリ（Hara-Kiri）」を行うキャラクターである。同サイトの「Armageddon walkthrough」によると、ケンシは中距離戦が得意で、特殊技は中距離で使うのがベストであり、近づくと「反撃を受けやすくなる」とのこと 。「MK9」では超能力によって、一時的に分身を作ることができ、VentureBeatのMichael Rousseauはヌーブ・サイボットと似ていると評し、ケンシの飛び道具を反射する特殊技「Blade Reflect」とナイトウルフの反射技を比較した。 VG ChartzのJulian Williamsは、「アーマックの能力は押し、引き、投げに頼っているのに対して、ケンシの攻撃は 遠距離から繰り出される斬撃が中心で、遠距離でコンボを成立させられる点が最大の特徴だ 」と述べている。

## その他のメディア
登場から11年後、2013年のWebドラマ『Mortal Kombat: Legacy（第2シーズン）』にてメディアミックス作品に初登場。同作ではダン・サウスワースがケンシを演じている。第3話と第4話で描かれた彼のバックストーリーや『MK:DA』におけるアーマックとの関係性は、監督のケヴィン・タンチャローエンによって大きく改変された。シャン・ツンの島にて、ライデンがモータルコンバットトーナメントでの目的を説明する際、ケイジ、ストライカー、クン・ラオ、サブ・ゼロの4名とともにケンシは初めて姿を見せた。そして、物語は封建社会の日本まで遡り、当時のケンシは視力を持ち、長髪であることを除いて、外見上の差異がほとんど見られない。彼は老いた旅人を助け、3人の盗賊を鎧袖一触にした。その夜、旅人はケンシに、シャオ・カーンが作った「Sento」という魔法の剣の話をする。その剣は洞窟に隠され、悪魔のアーマックが守護しており、その武器を手に入れようとする者の魂を奪っているという。旅人の「アーマックには勝てない」という忠告を聞き流し、洞窟へと向かう。剣を手に取ろうとした瞬間アーマックが姿を現し、彼に立ち向かおうとするも一瞬にして失明させられた。場面は現代に戻り、ケンシは剣を使用するようになる。剣の奪還を目的に再び現れたアーマックと交戦し、その最中でケンシは自身が念動力を持っていることに初めて気づく。直後、アーマックが両手から放った蛇のような触手で拘束され、剣を落としたが、ケンシは念動力で引き寄せた剣を投げつけ、アーマックの胸を貫いた。
Legacyで格闘シーンの振付師を担当したラーネル・ストーバルは、アーマックとケンシの戦闘シーンを個人的に「お気に入りのシーンさ。この2人がWebシリーズで対戦するなんて誰も想像できなかっただろうから」と述べた。2013年6月のNerd Reactorとのインタビューで、ケンシがお気に入りのモータルコンバットのキャラクターだと語ったサウスワースは、それまでケンシのバックストーリーはあまり掘り下げられていなかったため、歴史の空白を埋めるために、このキャラクターの所属や出身地、かつて悪人だった理由を詳らかにしたとしているが、劇中ではあまり触れられていなかった。また、サウスワースは実際に目隠しを着用して撮影に臨んでおり、「ただ腕を振って、殺陣が出来ていることを願っていた」とも述べている 。アーマックと同様、ケンシもゲーム版における赤色の配色を取り除いた真っ黒な色合いになり、鎧もタクティカルギアに少し似た現代的なデザインに変更された。彼の得物であるSentoは、柄に灰色の小さな髑髏の彫刻が施され、鍔が無いなど、従来の刀とは一線を画している。
ケンシはDCコミックスが2015年に刊行した、MKXの前日譚であり、連続シリーズの「Mortal Kombat X: Blood Ties」にも登場する。ス・ハオに追い詰められた状態で登場し、その後ス・ハオはスコーピオンに殺されている。また、ケンシにはタケダという幼い息子がおり、スコーピオンの戦闘訓練を受けていた。作者のShawn KittelsenはIGN.comのインタビューで、コミック版にケンシを登場させることは「私と同じように、この念力使いの座頭市が好きなファンの気持ちに応えた」と述べている。

## 批評
2012年、UGO Networksが公開した「Top 50 Mortal Kombat Characters」で29位にランクインした。GamePlayBookのロバート・ワークマンは、シリーズのキャラクターベスト10の1人として挙げており、「私たちのモータルコンバットのお気に入りのリストは、ほとんどがベテラン（古参のキャラクター）で構成されているが、ケンシは非常に素晴らしい戦士であることを認めざるを得ない」と評した。2015年、Den of Geekの「Mortal Kombat Characters Ranked」では7位にランクインし、「オリジナル3部作以降で最高のデザインだ」と評し、「ソリッド・スネークとデアデビルを混ぜたようなルックスを持っている」とコメントした。Complexはケンシをモータルコンバットの中で「最も残忍な」キャラクターの一人と認定している。「彼は盲目の剣士で、これ以上の残忍さを表現する要素はそうそう無い」と述べた。さらに同サイトは、彼のパワーと剣の腕前から、シリーズの最も過小評価されているキャラクターとして挙げ、「彼を信じてくれ。君の姪の誕生日パーティーで彼にピニャータを開けさせたくないだろうけど。」と述べている。2008年、1UP.comのマイク・ハーゼロフは『Mortal Kombat vs. DC Universe』に登場してほしかったキャラクターのリストにケンシを挙げている。FearnetのCarl Lyonは、MK9のDLCとして実装されたケンシのレビューとして「NetherRealm Studiosはモータルコンバットに斬新な新しいキャラクターを追加し、すでに素晴らしいゲームをより刺激的にしている」と書いた。Game Informerは、「DLC To Help You Through the Summer Drought"（夏の干ばつを乗り切るためのDLC）」のリストにこのキャラクターを掲載している。IGNのRyan Clementsは、ケンシのX-Rayとフェイタリティに言及し、「どれも見ていて楽しい」と述べている。